# السوداوية الأوبية
السوداوية الأوبيَّة (ميلانخوليا) أو الاكتئاب التراجعي، هو الاسم المتعارف عليه لاضطرابٍ نفسي يصيب بشكل رئيسي كبار السن أو الأشخاص في أواخر منتصف العمر، وعادة ما يصاحبه جنون العظمة، وقد عُرّف قديمًا على أنه «اكتئاب ذو بداية تدريجية يحدث خلال السنوات التراجعية وهي من سن 40-55 لدى النساء ومن سن 50-65 لدى الرجال، تصحبه أعراض مثل القلق والتهيج وعدم السكينة والمخاوف الجسدية والتوهم المرضي والتغيرات الجسدية أو الوُهَامٌ العَدَمِي بالإضافة إلى الأرق وفقدان الشهية ونقصان الوزن»، ولم يعترف بالسوداوية الأوبيَّة كاضطراب نفسي منفصل في الدليل التشخيصي والإحصائي الخامس للاضطرابات النفسية الذي هو أداة التصنيف والتشخيص التابعة للجمعية الأمريكية للطب النفسي (APA).

## العلامات والأعراض
إن من أعراض السوداوية الأوبيَّة رهاب السفر والذي يعتبر رهابًا محددًا حسبما صنفه الدليل التشخيصي والإحصائي للاضطرابات النفسية في طبعته الخامسة، وتعتبر فترة السوداوية الأوبيَّة فترةً مزمنةً ومصحوبةً بانفعالاتٍ وتبددٍ في الشخصية وأوهامٍ حول التغيير الجسدي وشعورٍ قوي بالذنب ولكن دون أي أعراض هوس، وقد تظهر أيضًا بعض أعراض الخوف إضافة إلى اليأس وهلوسات التوهم المرضي، وقد اقترن الظهور المتأخر لهذا الاضطراب بفترة طويلة من التكهنات السيئة حوله والتدهور في ظل غياب العلاج.

## العلاج
عولجت السوداوية الأوبيَّة تَقْلِيدِيًّا باستخدام مضادات الاكتئاب ومحسنات المزاج.
ويمكن معالجتها أيضًا باستخدام التخليج الكهربائي- الصعق الكهربائي- والذي أُجمع في منتصف القرن على تحقيقه بالفعل لأفضل النتائج في فترات الاكتئاب طويلة الأمد التي تؤدي إلى تغييرات حياتية والمدعوة «بالسوداوية الأوبيَّة»، اذ كانت تتطلب سنوات من العلاج في المستشفيات قبل تقديم هذا النوع من العلاج، كما يسجل القرن الواحد والعشرون «استجابة سريرية ممتازة وسريعة لاستخدام التخليج الكهربائي لعلاج السوداوية حديثة الظهور لدى المرضى الأكبر سِنًّا مقارنة بأولئك الأصغر سِنًّا».

## التحليل النفسي
اعتقد المحلل النفسي أوتو فينيشيل ' أنه من الناحية التحليلية النفسية لا يُعرف الكثير عن بنية وآلية السوداوية الأوبيَّة، فيبدو أن هذا الاضطراب يصيب الشخصيات ذات الطابع القهري الحاد وخصوصًا تلك التي لها طبيعة صارمة، وأما عند سن الإياس -نهاية سن الإنجاب- فإن أنظمتها الدفاعية القسرية تنهار'.

## تاريخه
يعتبر الطبيب النفسي إميل كريبلين (١٩٠٧) أول من وصف السوداوية الأوبيَّة ككيان إكلينيكي مختلف ومنفصل عن الذهان الهوسي الاكتئابي، مجادلًا أن «عمليات الانتكاس -المشيب- التي تحدث للجسم كافيةً لتوليد حالة مزاجية حزينة أو قلقة»، وظل كريبلين حتى الطبعة السابعة من كتابه يعتبر السوداوية الأوبيَّة مرضًا منفصلًا رغم كونها مكتسبة الأصل، لكنه وكنوع من الرد على دريفوس قرر إدراجه في الطبعة الثامنة تحت العنوان العام للجنون الاكتئابي الهوسي.
تحدى دريفوس (1907) مفهوم كريبلين عن الأصل المكتسب، مؤكدًا أن هذا الاضطراب ذاتي المنشأ رغم أن أحدث دراسة إحصائية لسلسلته القديمة أظهرت خطأ استنتاجه الذي يقول إن التاريخ الطبيعي للسوداوية الأوبيَّة ليس مختلفًا عن تاريخ الاكتئاب الذي يصيب الأشخاص الأصغر سِنًّا.
ووصف كيربي (1909) السوداوية الأوبيَّة بأنها متلازمة مختلفة، مثلما وصفها هوش وماكوردي بذات الأمر عام 1922، أما تيتلي (1936) فقام بوصف شخصية المريض قبل المرض ونطاق اهتماماتها الضيق وما إلى ذلك، كما وجد كالمان (1959) تاريخًا لمرض الفصام في أسر هؤلاء المرضى.
وقد استمر الجدل حول مسببات السوداوية الأوبيَّة - أي هل مسببها ذاتي (داخلي) أم مكتسب (من المحيط الخارجي)- بالإضافة إلى الجدل المتعلق بوضعها ككيان إكلينيكي منفصل حتى أواخر القرن العشرين، ويؤكد البعض أنه حتى لو «اعتبرت السوداوية الأوبيَّة اضطرابًا مكتسبًا وليس أَسَاسِيًّا قائمًا بذاته، فإن هذه الأفكار لم تكن لتنجو من الدراسة الدقيقة»، وأكد آر بي براون في عام 1984 أنه «لا توجد أدلة كافية للنظر إلى السوداوية الأوبيَّة ككيان إكلينيكي منفصل»، ولكن في الوقت ذاته قد يؤثر عامل العمر على الخصائص السريرية للمرضى المصابين بالاكتئاب الذاتي أحادي القطب.